# Avvelenamento da paracetamolo
L'avvelenamento da paracetamolo è una forma di intossicazione farmaceutica ottenuta per elevata somministrazione del farmaco analgesico paracetamolo. L'avvelenamento da paracetamolo causa danni a livello epatico ed è una delle più comuni cause di avvelenamento nel mondo. Negli Stati Uniti d'America e nel Regno Unito è la più comune causa di insufficienza epatica fulminante.
Molti soggetti con avvelenamento da paracetamolo possono non sviluppare alcun sintomo nelle prime 24 ore successive al sovradosaggio. Altri possono riportare inizialmente sintomi aspecifici come vago dolore addominale e nausea. Con il progredire dell'avvelenamento si possono sviluppare i segni dell'insufficienza epatica, che includono ipoglicemia, acidosi metabolica, diatesi emorragica ed encefalopatia epatica. In alcuni pazienti si può avere la risoluzione spontanea dei sintomi sebbene casi non trattati possano anche portare alla morte.
Il danno al fegato, o epatotossicità, non deriva dal paracetamolo tal quale, ma da uno dei suoi metaboliti, l'N-acetil-p-benzochinoneimina (NAPQI). L'NAPQI riduce la concentrazione di glutatione, un antiossidante naturale, a livello epatico e causa un danno diretto alla cellule del fegato portando all'insufficienza epatica. Fattori di rischio per la tossicità includono un'assunzione eccessiva e cronica di alcool, digiuno o anoressia nervosa e l'uso di alcuni farmaci quali l'isoniazide.
L'obiettivo del trattamento è la rimozione del paracetamolo dal corpo ed il ripristino del glutatione.
Per ridurre l'assorbimento di paracetamolo, se questo non è ancora avvenuto completamente ovvero qualora il paziente si presenti per il trattamento subito dopo il sovradosaggio, può essere impiegato carbone attivo. L'antidoto acetilcisteina, invece, agisce come precursore del glutatione, aiutando il corpo a rigenerarne abbastanza da prevenire il danno epatico. Può essere necessario il trapianto di fegato in caso di danni gravi al fegato. I pazienti trattati presto presentano mediamente una prognosi positiva mentre pazienti che sviluppano gravi danni al fegato hanno in genere prognosi infausta. Gli sforzi per prevenire il sovradosaggio da paracetamolo includono la limitazione alla vendita per persona e l'associazione del paracetamolo con la metionina che è convertita in glutatione nel fegato.

## Epidemiologia
Il paracetamolo è contenuto in molte preparazioni farmacologiche, disponibili sia come farmaci da banco che come farmaci soggetti a prescrizione. Per via della sua ampia disponibilità e della sua tossicità relativamente alta (rispetto all'ibuprofene e all'aspirina) vi è potenzialmente un rischio di avvelenamento più elevato in caso di sovradosaggio. La tossicità del paracetamolo è una delle cause più comuni di avvelenamento in tutto il mondo. Negli Stati Uniti, nel Regno Unito, in Australia e in Nuova Zelanda, il paracetamolo è il medicinale soggetto più comunemente a sovradosaggio. Inoltre, sia negli Stati Uniti che nel Regno Unito è la causa più comune di insufficienza epatica fulminante.
Si stima che in Inghilterra e nel Galles vi siano stati 41 200 casi di avvelenamento da paracetamolo tra il 1989 e il 1990, con una mortalità dello 0,40%. Si stima che 150-200 morti e 15-20 trapianti di fegato si rendano necessari a seguito di avvelenamento ogni anno in Inghilterra e nel Galles. I centri antiveleno statunitensi ricevono più richieste di consulenze sul Paracetamolo rispetto al sovradosaggio di qualsiasi altra sostanza farmacologica. Si contano, infatti, più di 100 000 chiamate, oltre a 56 000 visite al pronto soccorso, 2 600 ricoveri e 458 decessi dovuti a insufficienza epatica acuta all'anno. Uno studio sui casi di insufficienza epatica acuta effettuato tra il novembre 2000 e l'ottobre 2004 effettuato dallo statunitense Centers for Disease Control and Prevention ha dimostrato che il paracetamolo è stato la causa del 41% di tutti i casi negli adulti e del 25% dei casi nei bambini.

## Tossicità

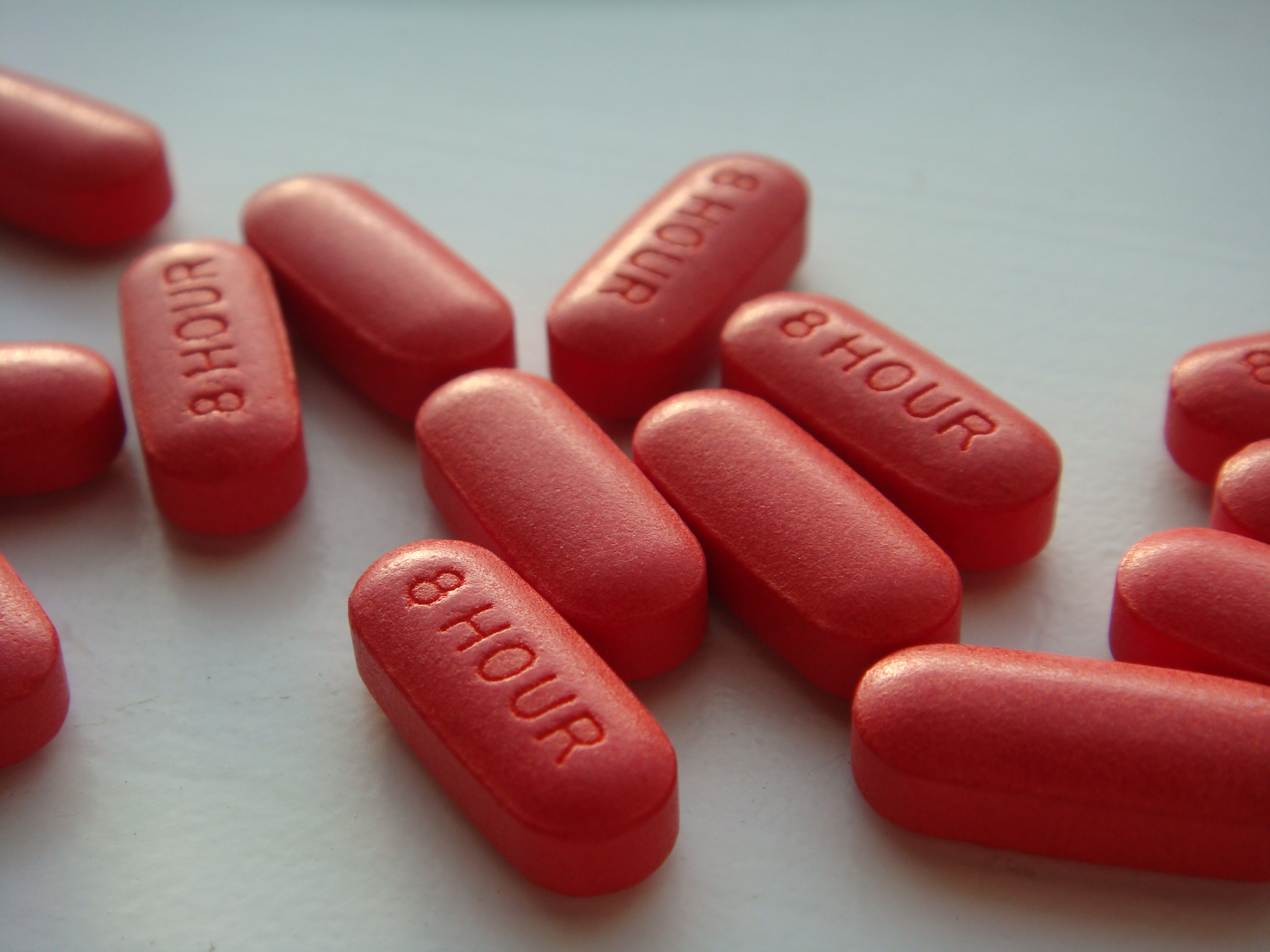
Compresse da 650 mg di paracetamolo. È consigliata l'assunzione di una compressa ogni 8 ore.

La dose tossica del paracetamolo è molto variabile. In genere la massima dose giornaliera raccomandata per adulti sani è di 4 grammi. Dosi maggiori portano ad un aumentato rischio di tossicità. Negli adulti dosi singole superiori a 10 grammi o 200 mg/kg peso (la minore delle due) presentano una significativa probabilità di causare tossicità.
L'avvelenamento si può verificare anche quando diverse dosi più piccole sommate nelle 24 ore superano questi livelli. In seguito ad una normale dose di 1 grammo di paracetamolo quattro volte al giorno per due settimane i pazienti possono prevedere un aumento nell'alanina transaminasi nei test di funzionalità epatica rispetto ai valori tipici di tre volte il valore normale. È comunque improbabile che tale dosaggio possa condurre ad insufficienza epatica. Degli studi hanno mostrato che epatotossicità significativa è poco comune in pazienti che hanno assunto dosi superiori a quelle normali per 3/4 giorni. Negli adulti una dose di 6 grammi al giorno nelle 48 ore precedenti può potenzialmente portare ad avvelenamento, mentre nei bambini dosi acute superiori a 200 mg/kg possono causare tossicità. Un sovradosaggio da paracetamolo in pazienti di età pediatrica raramente causa avvelenamento o morte, ed è estremamente poco comune nei bambini osservare livelli di farmaco nel sangue tali da richiedere un trattamento; pertanto la maggior causa di avvelenamento nei bambini è data da sovradosaggi cronici. Le somministrazioni di paracetamolo per via endovenosa dovrebbero contenere meno principio attivo di quello somministrato per via orale.
In rari casi l'avvelenamento da paracetamolo può essere frutto di un'assunzione entro i dosaggi consigliati. Tale idiosincrasia può essere dovuta alla variabilità individuale nell'espressione o nell'attività di alcuni enzimi in una delle vie metaboliche che coinvolgono il paracetamolo.

## Sintomatologia
La sintomatologia dell'avvelenamento da paracetamolo si sviluppa in tre fasi. La prima fase comincia entro poche ore dal sovradosaggio, e consiste in nausea, vomito, pallore e sudorazione. In ogni caso i pazienti spesso non hanno sintomi specifici oppure solo sintomi lievi nelle prime 24 ore successive all'avvelenamento. Raramente, in seguito a gravi sovradosaggi, i pazienti possono sviluppare i sintomi dell'acidosi metabolica e coma precocemente nel corso dell'avvelenamento.
La seconda fase si sviluppa tra le 24 e le 72 ore in seguito al sovradosaggio e consiste dei sintomi di accresciuto danno epatico. In generale il danno avviene negli epatociti mentre metabolizzano il paracetamolo. L'aumentato danno epatico altera i marker biochimici della funzionalità epatica con un incremento di INR e transaminasi (alanina e aspartato). Durante questa fase si può sviluppare insufficienza renale acuta, generalmente causata o da sindrome epatorenale o da sindrome da disfunzione multiorgano. In alcuni casi, l'insufficienza renale acuta può essere la prima manifestazione clinica dell'avvenuto avvelenamento. In questi casi è stato suggerito che il metabolita tossico sia prodotto in maggior quantità nel rene piuttosto che nel fegato.
La terza fase segue dai 3 ai 5 giorni, ed è caratterizzata dalle complicanze di una significativa necrosi epatica che porta ad insufficienza epatica fulminante con complicazioni quali difetti della coagulazione del sangue, ipoglicemia, insufficienza renale, encefalopatia epatica, edema cerebrale, sepsi, insufficienza multiorgano e morte. Se il paziente sopravvive alla terza fase la necrosi epatica regredisce e la funzionalità renale ed epatica tornano ai livelli normali in poche settimane. La gravità dell'avvelenamento da paracetamolo varia in relazione alla dose assunta ed al trattamento ricevuto.

## Fisiopatologia

Principali destini metabolici del paracetamolo (clicca per ingrandire). La via che conduce all'NAPQI è mostrata in rosso.

Quando assunto alle normali dosi terapeutiche il paracetamolo si è dimostrato sicuro. In seguito ad un'assunzione a dose terapeutica il farmaco è principalmente convertito in metaboliti non tossici tramite il metabolismo di fase 2 per coniugazione con solfato ed acido glucuronico, e con solo una piccola porzione ossidata dai sistemi enzimatici del citocromo P450. Le isoforme CYP2E1 e CYP3A4 convertono circa il 5% del paracetamolo ad un metabolita intermedio altamente reattivo, il NAPQI (N-acetil-p-benzochinoneimina)
In condizioni normali il NAPQI è detossificato per coniugazione con glutatione formando cisteina e coniugati dell'acido mercapturico. In caso di sovradosaggio di paracetamolo gli enzimi che coniugano il paracetamolo (solfatazione e glucuronidazione) vanno a saturazione e più farmaco è ossidato dal citocromo P450 a dare NAPQI. Ne risulta una deplezione di glutatione a livello degli epatociti (dove sono espressi i CYP 450 che producono il NAPQI) in quanto la velocità del suo consumo supera quella di rigenerazione. Il NAPQI, pertanto, non è detossificato e può esplicare la sua azione tossica nei confronti delle molecole della membrana cellulare, causando danni e morte cellulare diffusi e causando in ultima analisi epatite fulminante per necrosi.
Secondo studi su animali da laboratorio il glutatione epatico deve essere ridotto a meno del 70% del valore normale prima che si inizi a verificare la tossicità epatica.

### Fattori di rischio
Diversi fattori possono potenzialmente aumentare il rischio di andare incontro ad avvelenamento da paracetamolo. L'assunzione cronica di alcool, ad esempio, induce l'espressione del citocromo CYP2E1, incrementando la tossicità potenziale del paracetamolo. Lo stabilire se l'alcolismo sia o meno da considerare un fattore di rischio per l'avvelenamento da paracetamolo è stato oggetto di dibattito da parte di alcuni tossicologi clinici. Per gli alcolisti, infatti, l'ingestione acuta di alcool assieme al paracetamolo può avere effetto protettivo. Per i consumatori non-cronici di alcool, invece, il consumo acuto di etanolo non ha alcun effetto protettivo sull'avvelenamento da paracetamolo.
Il digiuno è un fattore di rischio, probabilmente a causa delle diminuite riserve epatiche di glutatione. L'utilizzo concomitante dell'isoniazide, che è induttrice del CYP2E1, aumenta il rischio di epatotossicità, sebbene non sia ancora chiaro se vi sia un legame tra l'epatotossicità e l'induzione farmacometabolica.. Anche l'uso concomitante di altri farmaci induttori di CYP epatici, come antiepilettici tra cui carbamazepina, fenitoina e barbiturici, è stato segnalato come fattore di rischio.
Secondo uno studio preliminare condotto dall'Università di Washington, associare grandi quantità di paracetamolo e caffeina può causare danno epatico. In particolare i ricercatori hanno trovato che la caffeina può triplicare la quantità di NAPQI prodotto. Questa reazione può essere causata da sovradosaggi di analgesici da banco contenenti associazioni di caffeina e paracetamolo. In ogni caso va sottolineato che la quantità di caffeina necessaria a causare l'effetto osservato nello studio è di un ordine di grandezza maggiore rispetto alle tipiche dosi plasmatiche di caffeina osservate nei bevitori di caffè.

## Diagnosi
Il metodo più efficace per diagnosticare l'avvelenamento da paracetamolo è misurare la concentrazione plasmatica del farmaco. Nel 1975 è stato messo a punto un nomogramma di Rumack-Matthew, per la stima del rischio di tossicità basato sulla concentrazione serica di paracetamolo in funzione delle ore successive all'ingestione. Per determinare il rischio potenziale di epatotossicità, i livelli di paracetamolo sono tracciati lungo il nomogramma. L'utilizzo di un grafico che riporti i livelli serici di paracetamolo in funzione del tempo sovrapposto al nomogramma sembra essere il miglior marker del livello potenziale di danno epatico. Una valutazione dei livelli ematici di paracetamolo effettuata nella prima ora successiva all'assunzione può sottostimare il rischio in quanto l'assorbimento del farmaco nel tratto gastrointestinale potrebbe essere ancora in atto. Pertanto non è raccomandato l'uso di livelli serici di paracetamolo misurati prima di 48 ore dall'ingestione.
Evidenze cliniche o biochimiche della tossicità epatica possono richiedere da uno a quattro giorni per comparire sebbene nei casi più gravi possono esserci evidenze cliniche già dopo 12 ore. Può essere presente morbidezza dell'ipocondrio destro, che può aiutare nella diagnosi. Le analisi di laboratorio possono evidenziare la necrosi epatica con altri livelli di AST, ALT, bilirubina e tempi di coagulazione prolungati, in particolare elevato tempo di protrombina. In seguito ad avvelenamento da paracetamolo si diagnostica l'epatotossicità indotta da paracetamolo quando AST e ALT superano le 1000 IU/l. In alcuni casi i livelli di ALT e AST possono superare le 10 000 unità/litro.

## Terapia

### Decontaminazione gastrica
Negli adulti il trattamento iniziale per l'avvelenamento da paracetamolo è la decontaminazione gastrointestinale. L'assorbimento del paracetamolo dal tratto gastrointestinale è completato in condizioni normali nelle prime due ore successive all'assunzione, pertanto la decontaminazione è utile solo se effettuata in questo lasso temporale.

### Acetilcisteina

L'acetilcisteina è un antidoto per l'avvelenamento da paracetamolo

Può essere somministra acetilcisteina come antidoto per salvare l'avvelenato.

### Trapianto di fegato
Nei pazienti che sviluppano insufficienza epatica fulminante o che comunque rischiano la vita a causa dell'insufficienza epatica, il trattamento di elezione è il trapianto di fegato. I trapianti di fegato sono eseguiti in centri specializzati. I criteri di scelta più comunemente usati sono stati sviluppati presso il King College Hospital di Londra. I pazienti a cui viene raccomandati il trapianto hanno un pH arterioso inferiore a 7,3 dopo la somministrazione di fluidi o se presenta un grado III o IV di encefalopatia, un tempo di protrombina superiore a 100 secondi e una creatinina sierica superiore a 300 mmol/L in 24 ore.
Altre metodiche a sostegno del fegato sono state utilizzate, compresi i trapianti parziali di fegato. Queste tecniche hanno il vantaggio di supportare il paziente mentre avviene la rigenerazione epatica. Una volta che la funzione epatica viene ristabilita, i farmaci immunosoppressori vengono sospesi per evitarne l'assunzione per il resto della vita.

## Prognosi
Il tasso di mortalità per avvelenamento da paracetamolo aumenta due giorni dopo l'ingestione, e raggiunge il massimo il quarto giorno, dopo il quale decresce gradualmente. L'acidosi è l'indicatore più strettamente associato all'esito infausto e pertanto è indice della necessità del trapianto di fegato. È stato riportato un tasso di mortalità del 95% tra pazienti non trapiantati con un pH ematico inferiore a 7,30. Altri indicatori associati a prognosi infausta sono l'insufficienza renale, encefalopatia epatica di grado 3 o peggiore, un tempo di protrombina molto allungato o elevati livelli di acido lattico nel sangue. Secondo uno studio anche livelli di fattore V inferiori al 10% del valore normale sono strettamente associati a morte (91% di mortalità), mentre un rapporto tra fattore VIII e fattore V minore di 30 è indice di prognosi positiva (100% sopravvivenza). I pazienti con prognosi negativa sono in genere indirizzati verso il trapianto di fegato. I pazienti che non muoiono col tempo recuperano completamente dall'avvelenamento e mostrano speranza di vita e qualità di vita normali.